# 小林正則 (実業家)
小林 正則（こばやし まさのり、1947年4月1日 - 2020年4月12日）は、日本の実業家。株式会社プリンスホテル元社長。

## 人物
- 長野県小諸市出身[1]。1971年（昭和46年）中央大学商学部卒業[2][3]。

- 社長任期中の2014年11月にプロスキーヤー皆川賢太郎と所属選手契約をした[4]。

- 2020年4月12日、心原性ショックで死去。73歳[5]。

## 経歴
- 1971年（昭和46年）3月、国土計画株式会社（現株式会社プリンスホテル）入社。
- 2002年（平成14年）7月、経理部部長。
- 2003年（平成15年）6月、取締役経理部長。
  - 11月、経理部長兼経営政策室長。
- 2006年（平成18年）2月、株式会社プリンスホテル取締役経営企画部長兼経理部長。西武ホールディングス取締役上席執行役員経営企画部長兼経理部長。
- 2007年（平成19年）6月、株式会社プリンスホテル常務取締役。西武ホールディングス常務執行役員。
- 2009年（平成21年）6月、株式会社プリンスホテル代表取締役・専務執行取締役。西武ホールディングス取締役常務執行役員。
- 2010年（平成22年）6月3日、株式会社プリンスホテル代表取締役社長、西武ホールディングス社長執行役員[3]。
- 2015年（平成27年）11月30日、社長退任（後任は赤坂茂好副社長が昇格）[6][7]。